# NGC 3419
NGC 3419 is een balkspiraalstelsel in het sterrenbeeld Leeuw. Het hemelobject werd op 1 april 1864 ontdekt door de Duitse astronoom Albert Marth.

## Synoniemen
- UGC 5964
- MCG 2-28-18
- ZWG 66.41
- ARAK 259
- PGC 32535